# Gira Incandescente
Es la sexta gira que realiza la banda de rock El Plan de la Mariposa. Comenzó el 11 de junio de 2022 y terminó el 19 de enero de 2024. Se realizó para recorrer todos sus éxitos. Comenzaron con un show en el estadio Obras, para después seguir recorriendo el país, hasta tocar en Uruguay y volver otra vez a la Argentina, tocando durante agosto y septiembre de 2022. Tocaron después en España, México y oficiaron de apertura de Ciro y los Persas en el estadio de Vélez en octubre. Siguieron tocando en otros puntos del país y después en Chile, todos estos hasta despedir el año en Azul. Comienzan el año 2023 con participaciones en diversos festivales, todos durante los meses de enero, febrero y abril, hasta realizar su primer show en el estadio Luna Park en junio y seguir tocando en varios puntos del país, Chile y Paraguay. Siguieron en otros países hasta volver a la parte sur del continente americano durante los siguientes meses y agotar otro concierto en el estadio Luna Park en noviembre. Regresaron a Europa para tocar en Irlanda y España.

## Gira

### 2022
El 11 de junio, la banda inicia su nueva gira, con un concierto demoledor en el estadio Obras, donde habían tocado en noviembre de 2021. En ese primer concierto, la banda presentó lo que por entonces fue su último álbum titulado Estado de enlace. Luego de tocar en Obras, la banda tocó en el Club Jorge Newbery de Lobería, y al día posterior tocaron en el Club Mariano Moreno de Olavarría. Tocaron luego en Salta (7 de julio) y en San Miguel de Tucumán (8 de julio). Los shows se desarrollaron en la Usina Cultural y la Sociedad Francesa. El 14 de julio tocaron en el Centro Cultural Matienzo. Ell 5 de agosto, luego de un mes de parate, la banda regresa a Uruguay para tocar en la Sala del Museo, y 6 días después volvieron a la Argentina para tocar en el Teatro Dante. Dan dos shows más en territorio santafesino los días 12 y 13 de agosto, con sede en la Sala de las Artes y Tribus Bar y Arte. El 19 de agosto, la banda toca en El Teatro Bar, y el 26 de agosto en el Auditorio Oeste por segunda vez consecutiva. Luego dan un hat trick de shows en Córdoba. Se desarrollaron en Elvis, el Club Paraguay y el Club Bomberos Voluntarios. El 4 de septiembre, la banda toca en City Rock Bar. El 9 de septiembre tocaron en GAP, y al día posterior en el Club Unión y Progreso. Una semana después participan del Festival Cultural Saldías 2022. Luego dan conciertos en España. Tuvieron lugar en Barcelona, Valencia y Madrid. El 15 de octubre, la banda debuta en Mexico, dando un concierto en el Bajo Circuito. Una semana después, la banda vuelve a la Argentina y se encarga de abrir el concierto de Ciro y los Persas, a desarrollarse el 22 de octubre en el estadio de Vélez. Compartieron también escenario con Manuela Martínez, la hija menor de Ciro, que repetiría el 9 de septiembre de 2023. El 27 y 28 de octubre, la banda toca en Comuna Club y Foxy Live Bar, para luego tocar en Hugo Espectáculos. El 31 de octubre tocaron en el Club Chocolate de Santiago de Chile. El 5 de noviembre, la banda regresa a la Argentina para tocar en el Estadio Atenas. Luego tocaron en Mercedes y Necochea, de donde ellos son originarios, y de donde también es nativo el cantante Juan Etchegoyen. Despiden el año tocando en Viedma el 24 de noviembre, en Bahía Blanca el 25 de noviembre, en Neuquén el 26 de noviembre, en Santa Rosa el 27 de noviembre y en Azul el 16 de diciembre.

### 2023
Comienzan un nuevo año tocando el 28 de enero en el Club Dannevirke, en el marco del Festival Isoca 2023. Una semana después, la banda toca en la Estancia La Moringa en el marco del Costa Cannabis 2023. El 19 de febrero, la banda participa, por fin, de la edición número 23 del Cosquín Rock, tras no haber podido hacerlo el año anterior después de sufrir síntomas compatibles con el COVID-19, como ocurrió con sus colegas de Rata Blanca, que atravesaron esa misma circunstancia. El 16 de marzo, la banda lanza al mercado su segundo álbum en vivo titulado La fuente. Este disco fue registrado en el estadio Obras el 11 de junio de 2022 en el comienzo de esta sexta gira. El 7 de abril participaron de una nueva edición del Rock en Baradero. 15 días después, la banda participa del Cosquín Rock en su edición uruguaya. El 3 de mayo tocaron en Plaza Lavalle. El 3 de junio, la banda sube otro escalón en su carrera. Tocaron por primera vez en el estadio Luna Park, siendo este el más largo de su historia. El concierto se titula Los lunáticos planes de una mariposa incandescente. Luego del concierto, la banda toca en el Kilkenny Irish Pub de Asunción. Vuelven a la Argentina el día posterior para tocar en el Auditorio Casa del Médico. El 1 de julio tocaron en Somnia. Al día posterior tocaron en Tribus Bar y Arte, y luego en el estadio de Racing de Olavarría, donde tocó La Renga en 2004 (29 de mayo) y 2015 (19 de septiembre). En esas fechas, los liderados por Gustavo Nápoli presentaron Detonador de sueños y Pesados vestigios. Luego de un mes de descanso, volvieron al Club Paraguay, y a la semana siguiente tocaron en el Club Mariano Moreno de Junín. Siguieron por territorio cuyano los días 18, 19 y 20 de agosto. El 24 de agosto, la banda lanza su tercer disco en vivo que, como dijimos antes, se titula Los lunáticos planes de una mariposa incandescente. Contiene gran parte del concierto brindado el 3 de junio en el estadio Luna Park. Luego dieron dos shows más en Chile. El 1 de septiembre, la banda regresa otra vez a México para tocar otra vez en el Bajo Circuito, y a la semana posterior tocaron en el Teatro Nico Baker de San José. El 9 de septiembre tocaron en Latino Power de Bogotá. Regresaron a la Argentina el 15 de septiembre para tocar otra vez en el Club Unión y Progreso. Al día posterior tocaron en el Club Once Unidos. El 23 de septiembre regresaron a Rosario para tocar en el Anfiteatro Municipal Humberto de Nito. Justo ese mismo día, Skay Beilinson se encontraba dando un concierto en esa misma ciudad, en el marco de su gira de regreso desarrollada entre el 20 de noviembre de 2021 y el 28 de octubre de 2023. El 30 de septiembre regresaron a Uruguay para tocar otra vez en la Sala del Museo. Una semana después regresaron al Estadio Atenas. El 4 de noviembre, por entradas agotadas de su primera función, la banda realiza otro concierto en el estadio Luna Park, tras el éxito del concierto del 3 de junio. 14 días después del segundo concierto en Buenos Aires, la banda inicia una nueva gira por el continente europeo, con shows en Dublín, Madrid, Barcelona y Valencia. Ambos shows tuvieron lugar en The Bello Bar, Café Berlín, La Nau y Peter Rock Club. Con el primer show, la banda se convierte en el primer grupo argentino en tocar en territorio irlandés. Entre el 7 y 17 de diciembre, la banda da 9 shows por todo el Sur argentino, ya casi sobre el final de esta gira. Se desarrollaron en Santa Rosa (7 de diciembre), Bahía Blanca (8 de diciembre), Viedma (9 de diciembre), Neuquén (10 de diciembre), Bariloche (12 de diciembre), Esquel (13 de diciembre), Comodoro Rivadavia (15 de diciembre), Puerto Madryn (16 de diciembre) y Trelew (17 de diciembre). Tuvieron lugar en el Paradiso Cinema & Teatro, el Club Estudiantes, el Centro Cultural, Casino Magic, el Gimnasio María Auxiliadora, el Auditorio de la Sociedad Rural, El Sótano, La Frontera y el Salón San David. El 22 de diciembre, la banda regresó al Teatro Flores tras 4 años. La última vez que tocaron allí fue el 16 de febrero de 2019, cuando en aquella oportunidad abrieron el concierto de Divididos, que en ese momento se encontraban realizando su gira por los 30 años.

### 2024
Abren un nuevo año de trayectoria el 19 de enero. El primer concierto del año tuvo lugar en GAP, de la localidad balnearia de Mar del Plata. Esa misma vez, Divididos regresaba tras casi 20 años al estadio Obras, en donde iniciaron su Tour Volviendo Estando, en un primer concierto a estadio totalmente lleno.

## Conciertos
| Fecha                   | Ciudad                | País      | Recinto                  |
| ----------------------- | --------------------- | --------- | ------------------------ |
| América del Sur         |                       |           |                          |
| 11 de junio de 2022     | Buenos Aires          | Argentina | Estadio Obras Sanitarias |
| 1 de julio de 2022      | Lobería               | Argentina | Club Jorge Newbery       |
| 2 de julio de 2022      | Olavarría             | Argentina | Club Mariano Moreno      |
| 7 de julio de 2022      | Salta                 | Argentina | Usina Cultural           |
| 8 de julio de 2022      | San Miguel de Tucumán | Argentina | Sociedad Francesa        |
| 14 de julio de 2022     | Buenos Aires          | Argentina | Club Cultural Matienzo   |
| 5 de agosto de 2022     | Montevideo            | Uruguay   | Sala del Museo           |
| 11 de agosto de 2022    | Casilda               | Argentina | Teatro Dante             |
| 12 de agosto de 2022    | Rosario               | Argentina | La Sala de las Artes     |
| 13 de agosto de 2022    | Santa Fe              | Argentina | Tribus Bar y Arte        |
| 19 de agosto de 2022    | Buenos Aires          | Argentina | El Teatro Bar            |
| 26 de agosto de 2022    | Haedo                 | Argentina | Auditorio Oeste          |
| 1 de septiembre de 2022 | Río Cuarto            | Argentina | Elvis Rock and Bar       |

- 11/06/2022 - Estadio Obras Sanitarias, Buenos Aires
- 01/07/2022 - Club Jorge Newbery, Lobería
- 02/07/2022 - Club Mariano Moreno, Olavarría
- 07/07/2022 - Usina Cultural, Salta
- 08/07/2022 - Sociedad Francesa, Tucumán
- 14/07/2022 - Club Cultural Matienzo, Buenos Aires
- 05/08/2022 - Sala del Museo, Montevideo
- 11/08/2022 - Teatro Dante, Casilda
- 12/08/2022 - La Sala de las Artes, Rosario
- 13/08/2022 - Tribus Bar y Arte, Santa Fe
- 19/08/2022 - El Teatro Bar, Buenos Aires
- 26/08/2022 - Auditorio Oeste, Haedo
- 01/09/2022 - Elvis Rock and Bar, Río Cuarto
- 02/09/2022 - Club Paraguay, Córdoba
- 03/09/2022 - Club Bomberos Voluntarios, San Francisco
- 04/09/2022 - City Rock Bar, Junín
- 09/09/2022 - GAP, Mar del Plata
- 10/09/2022 - Club Unión y Progreso, Tandil
- 17/09/2022 - Saldías Polo Cultural, Buenos Aires
- 23/09/2022 - La Nau, Barcelona
- 25/09/2022 - Peter Rock Club, Valencia
- 29/09/2022 - Café Berlín, Madrid
- 15/10/2022 - Bajo Circuito, México DF
- 22/10/2022 - Estadio Vélez Sarsfield, Buenos Aires
- 27/10/2022 - Comuna Club, San Luis
- 28/10/2022 - Foxy Live Bar, Mendoza
- 29/10/2022 - Hugo Espectáculos, San Juan
- 31/10/2022 - Club Chocolate, Santiago
- 05/11/2022 - Estadio Atenas, La Plata
- 11/11/2022 - UhMeda Restó Bar, Mercedes
- 12/11/2022 - Cine Teatro París, Necochea
- 24/11/2022 - Centro Municipal de Cultura, Viedma
- 25/11/2022 - Teatro Rossini, Bahía Blanca
- 26/11/2022 - Casino Magic, Neuquén
- 27/11/2022 - Teatro Español, Santa Rosa
- 16/12/2022 - Club Cesuar, Azul
- 28/01/2023 - Club Dannevirke, Necochea
- 05/02/2023 - Estancia La Moringa, Mar del Plata
- 19/02/2023 - Aeródromo Municipal, Santa María de Punilla
- 07/04/2023 - Anfiteatro Municipal, Baradero
- 22/04/2023 - Rural del Prado, Montevideo
- 03/05/2023 - Plaza Lavalle, Buenos Aires
- 03/06/2023 - Estadio Luna Park, Buenos Aires
- 29/06/2023 - Kilkenny Irish Pub, Asunción
- 30/06/2023 - Auditorio Casa del Médico, Resistencia
- 01/07/2023 - Somnia, Corrientes
- 02/07/2023 - Tribus Bar y Arte, Santa Fe
- 05/07/2023 - Estadio Racing Club, Olavarría
- 11/08/2023 - Club Paraguay, Córdoba
- 17/08/2023 - Club Mariano Moreno, Junín
- 18/08/2023 - Comuna Club, San Luis
- 19/08/2023 - Hugo Espectáculos, San Juan
- 20/08/2023 - Auditorio Ángel Bustelo, Mendoza
- 25/08/2023 - Club Chocolate, Santiago
- 26/08/2023 - Club Trotamundos Terraza, Quilpué
- 01/09/2023 - Bajo Circuito, México DF
- 07/09/2023 - Teatro Nico Baker, San José
- 09/09/2023 - Latino Power, Bogotá
- 15/09/2023 - Club Unión y Progreso, Tandil
- 16/09/2023 - Club Once Unidos, Mar del Plata
- 23/09/2023 - Anfiteatro Municipal Humberto de Nito, Rosario
- 30/09/2023 - Sala del Museo, Montevideo
- 07/10/2023 - Estadio Atenas, La Plata
- 04/11/2023 - Estadio Luna Park, Buenos Aires
- 18/11/2023 - The Bello Bar, Dublín
- 19/11/2023 - Café Berlín, Madrid
- 22/11/2023 - Sala Apolo, Barcelona
- 23/11/2023 - Peter Rock Club, Valencia
- 07/12/2023 - Paradiso Cinema & Teatro, Santa Rosa
- 08/12/2023 - Club Estudiantes, Bahía Blanca
- 09/12/2023 - Centro Cultural, Viedma
- 10/12/2023 - Casino Magic, Neuquén
- 12/12/2023 - Gimnasio María Auxiliadora, Bariloche
- 13/12/2023 - Auditorio de la Sociedad Rural, Esquel
- 15/12/2023 - El Sótano, Comodoro Rivadavia
- 16/12/2023 - La Frontera, Puerto Madryn
- 17/12/2023 - Salón San David, Trelew
- 22/12/2023 - El Teatro, Flores
- 23/12/2023 - Teatro Sala Ópera, La Plata
- 19/01/2024 - GAP, Mar del Plata

## Países visitados
- Argentina
- Chile
- Colombia
- Costa Rica
- España
- Irlanda
- México
- Paraguay
- Uruguay

## Formación durante la gira
- Sebastián Andersen - Voz
- Camila Andersen - Voz
- Valentín Andersen - Voz y guitarra
- Santiago Andersen - Violín y guitarra
- Máximo Andersen - Teclado y acordeón
- Andrés Nor - Bajo
- Julián Ropero - Batería